# Bernadette Peters
Bernadette Peters (narozená jako Bernadette Lazzara; * 28. února 1948) je americká herečka, zpěvačka a autorka dětských knih. Její kariéra trvá více než pět desetiletí a objevila se v hudebním divadle, filmu a divadle, stejně jako vystupovala na sólových koncertech a nahrávkách. Je jednou z nejvíce oceňovaných broadwayských umělců, získala sedm nominací na cenu Tony a vyhrála dvě (cenu za celoživotní mistrovství) a devět nominací na Drama Desk Awards, a z toho vyhrála tři. Čtyři z broadwayských záznamů muzikálů, ve kterých vystupovala, získaly cenu Grammy.
Je pokládaná jako přední interpretka mnoha děl Stephena Sondheima a je zvláště známá za svoje role na broadwayském jevišti, včetně muzikálů Mack and Mabel, Sunday in the Park with George, Song and Dance, Into the Woods, Annie Get Your Gun a Gypsy.
Poprvé na jevišti vystupovala už jako dítě a poté jako dospívající herečka v šedesátých letech a ve filmu a v televizi v letech sedmdesátých. Za svou ranou práci byla oceňována, objevovala se v pořadech The Muppet Show, The Carol Burnett Show a dalších. Mezi její známé filmy patří Němý film, Cvok, Pennies from Heaven a Annie. V osmdesátých letech se vrátila k divadlu, kde se stala po následující tři desetiletí jednou z nejznámějších broadwayských hvězd. Nahrála šest sólových alb a několik singlů, muzikálových nahrávek a pravidelně vystupuje na sólových koncertech. Také pokračuje v práci ve filmu a televizi, kde byla nominována na tři ceny Emmy a tři Zlaté glóby, který jednou vyhrála.

## Profesní kariéra

### Divadlo (vybrané)
| Rok  | Představení                      | Role                 | Poznámky |
| ---- | -------------------------------- | -------------------- | --- |
| 1958 | This is Goggle                   |                      | Profesionální jevištní debut |
| 1967 | The Girl in the Freudian Slip    | Leslie Maugham       | Broadwayský debut |
| 1967 | Johnny No-Trump                  | Bettina              | |
| 1968 | George M!                        | Josie Cohan          | Theatre World Award za debutový výkon |
| 1968 | Dames at Sea                     | Ruby                 | Drama Desk Award pro vynikající výkon |
| 1968 | A Mother's Kisses                | Vystupující          | Napsal ho Bruce Jay Friedman a obsahoval Beu Arthur. Konaly se třítýdenní veřejné generálky v New Havenu a Baltimoru a hra byla zrušena před plánovanou broadwayskou premiérou. |
| 1969 | La Strada                        | Gelsomina            | Zrušeno po jednom oficiálním představení. Výkon Peters byl chválen. |
| 1971 | Nevertheless, They Laugh         | Consuelo             | Uvedení v březnu 1971 v Lamb's Club v New Yorku |
| 1971 | W.C.                             | Carlotta Monti       | Hlavní roli hrál Mickey Rooney. Hra se hrála pouze mimo město od května do října 1971 a nikdy nebyla uvedena v New Yorku.                                                       |
| 1971 | On the Town (revival)            | Hildy Esterhazy      | Nominována—Cena Tony pro nejlepší herečku ve vedlejší roli v muzikálu |
| 1974 | Mack & Mabel                     | Mabel Normand        | Nominována—Drama Desk Award pro vynikající herečku v muzikálu Nominována—Cena Tony pro nejlepší herečku v muzikálu                                                              |
| 1982 | Sally and Marsha                 | Sally                | |
| 1984 | Sunday in the Park with George   | Dot/Marie            | Nominována—Drama Desk Award pro vynikající herečku v muzikálu Nominována—Cena Tony pro nejlepší herečku v muzikálu                                                              |
| 1985 | Song and Dance                   | Emma                 | Drama Desk Award pro vynikající herečku v muzikálu Cena Tony pro nejlepší herečku v muzikálu                                                                                    |
| 1987 | Into the Woods                   | Čarodějnice          | Nominována—Drama Desk Award pro vynikající herečku v muzikálu |
| 1993 | The Goodbye Girl                 | Paula                | Nominována—Cena Tony pro nejlepší herečku v muzikálu |
| 1999 | Annie Get Your Gun (revival)     | Annie Oakley         | Drama Desk Award pro vynikající herečku v muzikálu Outer Critics Circle Award pro nejlepší herečku v muzikálu Cena Tony pro nejlepší herečku v muzikálu                         |
| 2003 | Gypsy: A Musical Fable (revival) | Rose                 | Nominována—Drama Desk Award pro vynikající herečku v muzikálu Nominována—Cena Tony pro nejlepší herečku v muzikálu                                                              |
| 2010 | A Little Night Music (revival)   | Desiree Armfeldt     | Náhrada za Catherine Zetu-Jones, od července 2010 do ledna 2011 |
| 2011 | Follies (revival)                | Sally Durant Plummer | Uvedení v Kennedy Center a na Broadwayi Nominována—Drama Desk Award pro nejlepší herečku v muzikálu                                                                             |

### Filmografie
| Rok  | Název filmu                                 | Role                          | Poznámky                                                                                |
| ---- | ------------------------------------------- | ----------------------------- | --------------------------------------------------------------------------------------- |
| 1973 | Ace Eli and Rodger of the Skies             | Allison                       |                                                                                         |
| 1974 | Nejtěžší yard                               | Warden's Secretary, Miss Toot |                                                                                         |
| 1976 | W.C. Fields and Me                          | Melody                        |                                                                                         |
| 1976 | Němý film                                   | Vilma Kaplan                  | Nominována - Zlatý glóbus za nejlepší ženský herecký výkon ve vedlejší roli             |
| 1976 | Občanská policie                            | Little Dee                    |                                                                                         |
| 1979 | Cvok                                        | Marie                         |                                                                                         |
| 1981 | Tulips                                      | Rutanya Wallace               |                                                                                         |
| 1981 | Pennies from Heaven                         | Eileen                        | Zlatý glóbus za nejlepší ženský herecký výkon (komedie / muzikál)                       |
| 1981 | Heartbeeps                                  | Aqua                          |                                                                                         |
| 1982 | Annie                                       | Lily St. Regis                |                                                                                         |
| 1989 | Otroci New Yorku                            | Eleanor                       |                                                                                         |
| 1989 | Růžoý cadillac                              | Lou Ann McGuinn               |                                                                                         |
| 1990 | Alice                                       | Muse                          |                                                                                         |
| 1991 | Impromptu                                   | Marie D'Agoult                |                                                                                         |
| 1997 | Anastázie                                   | Sophie                        | Hlasová role                                                                            |
| 1997 | Kráska a Zvíře: Kouzelné Vánoce             | Angelique                     | Hlas                                                                                    |
| 1998 | Barneyho velká dobrodružství                |                               | zpěvačka titulní písně                                                                  |
| 1999 | Let It Snow                                 | Elise Ellis                   | Vydáno v roce 2001; původní název filmu je Snow Days, pak se přejmenoval na Let It Snow |
| 1999 | Wakko's Wish                                | Rita                          | hlasová role                                                                            |
| 2003 | Tak to chodí                                | Rebecca Gromberg              |                                                                                         |
| 2003 | Země dinosaurů 10: Velké dinosauří putování | Sue                           | hlas                                                                                    |
| 2007 | Jako mravenci                               | Mary Ann                      |                                                                                         |
| 2011 | Coming Up Roses                             | Diane                         | vydáno v roce 2012                                                                      |
| 2014 | Legends of Oz: Dorothy's Return             | Glinda the Good Witch         | hlas                                                                                    |

### Televize
- The Carol Burnett Show (několik pořadů v letech 1969–1991)
- Bing Crosby Specials – Cooling It (duben 1970) a Bing Crosby's White Christmas Special (listopad 1976)
- George M! (1970)
- Once Upon a Mattress (1972) jako Lady Larkin
- Love American Style – Epizoda "Love and the Hoodwinked Honey" (1973) jako Nellie (vedle Jerryho Orbacha)
- Paradise Lost (TV film, 1974)
- Maude – Epizoda "Rumpus in the Rumpus Room" (1975)
- All in the Family – Epizoda "Gloria Suspects Mike" (1975)
- All's Fair (TV seriál) (1976–1977)
- McCloud – Epizoda "The Day New York Turned Blue" (1976)
- The Muppet Show (1977)
- The Tim Conway Show (1977)
- The Islander (TV film, 1978)
- Marťanská kronika (1980) (minisérie)
- Saturday Night Live (1981) (moderátor a vystupující)
- Faerie Tale Theatre –epizoda "Sleeping Beauty (1983)
- Sunday in the Park with George (1986)
- Diana Ross: Red Hot Rhythm & Blues (1987)
- David (TV film, 1988)
- Pád do nemilosti (TV film, 1990)
- Poslední nejlepší rok mého života (TV film, 1990)
- Into the Woods (1991)
- The Last Mile (1992)
- Animáci (epizody "Rita and Runt", 1993–1994) (hlas Rity)
- The Larry Sanders Show – Epizoda "Montana" (1994)
- A&E Stage: "A Tribute to Stephen Sondheim at Southern Methodist University" (1995)
- Live with Regis and Kelly (několik pořadů v letech 1996–2011)
- Odysseus (1997) (minisérie)
- Popelka (TV film, 1997)
- What the Deaf Man Heard (TV film, 1997)
- Klid ve tvém srdci (TV film, 1997)
- Closer – Epizoda "Baby, It's Cold Outside" (1998)
- Inside the Actors Studio (2000)
- Frasier ("Sliding Frasiers") (2001)
- Ally McBealová  – Epizody "The Getaway" a "The Obstacle Course" (2001)
- Bobbie's Girl (TV film, 2002)
- Žabí princ v New Yorku (Televizní film, vydaný 2001 (Peru), 2003 (USA))
- Adopted (2005) (neodvysílaný pilot od ABC)
- Will a Grace – Epizoda "Whatever Happened to Baby Gin?" (2006)
- Zákon a pořádek: Útvar pro zvláštní oběti – Epizoda "Choreographed" (2006)
- Bostonská střední – Epizoda "Guantanamo By The Bay" (2007)
- Chirurgové – Epizoda "Dream a Little Dream of Me" (2008)
- Živoucí důkaz (televizní film, 2008)
- Ošklivá Betty – Epizody "Dress for Success"; "There's No Place Like Mode", "Things Fall Apart", "In The Stars" a "Curveball" (2009)
- Smash – Epizody "The Workshop", "Bombshell" (2012), "The Parents" (2013), "Opening Night" (2013), "The Phenomenon" (2013) a "The Tonys".

### Koncerty
Velké koncerty
- Několik koncertů v létě 1989: koncert v deseti městech s Peterem Allenem.
- Hollywood Bowl, Los Angeles, Kalifornie, 6. a 7. září 1996 (sólový koncert)
- Carnegie Hall, New York City dne 9. prosince 1996 (sólový koncert s hostujícími zpěváky a tanečníky, nahráno na CD).
- Sydneyská opera, Sydney, Austrálie dne 7. a 8. ledna 1998 (sólový koncert).
- Royal Festival Hall, London dne 17. září 1998 (sólový koncert s hostujícími zpěváky a tanečníky, nahráno na video).
- Radio City Music Hall, New York City dne 19. června 2002 (sólový koncert s hostujícími zpěváky).
- Lincolnovo centrum (Avery Fisher Hall), New York City, dne 1. května 2006 (sólový koncert)
- Adelaide Cabaret Festival, Adelaide, Austrálie, ve dnech 6. a 7. června 2009 (sólový koncert). Koncert byl vysílán dne 27. června 2009 na Foxtel.
- Benefiční koncert, "Bernadette Peters: A Special Concert for Broadway Barks Because Broadway Cares", Minskoff Theatre, New York City dne 8. listopadu 2009

Další známé koncerty
- "Sondheim: A Celebration at Carnegie Hall" – 10. června 1992 (vysíláno v pořadu PBS Great Performances v roce 1993), zpívala písně "Not a Day Goes By" a "Sunday"
- "Hey Mr. Producer! The Musical World of Cameron MacKintosh" – 7. června 1998, zpívala, mezi jinými "Unexpected Song", "Being Alive" a "You Gotta Have a Gimmick"
- Hollywood Bowl Sondheim Concert – 8. července 2005, vystupovala v "Opening Doors Medley" a "Being Alive".
- "Sondheim: The Birthday Concert", Newyorská filharmonie v Lincolnově centru v Avery Fisher Hall. Oslava Sondheimových 80. narozenin – 15. a 16. března 2010. Peters zpívala "Move On" s Mandy Patinkin a "Not a Day Goes By".

### Diskografie
Sólové nahrávky
- Bernadette Peters (1980) MCA. Skončil na 114. místě v hitparádě Billboard Hot 200 (rozšířeno a přejmenováno na Bernadette v novém vydání z roku 1992)
- "Gee Whiz!" ("Look at His Eyes") (1980) umístění na 31. místě v Billboard Hot 100 (singl)
- Now Playing (1981) umístění na 151. místě v MCA US Billboard 200
- I'll Be Your Baby Tonight (1996) Angel Records – nominace na cenu Grammy
- Sondheim, Etc. – Bernadette Peters Live At Carnegie Hall (1997) Angel Records – nominace na cenu Grammy
- Bernadette Peters Loves Rodgers and Hammerstein (2002) Angel Records – nominace na cenu Grammy
- Sondheim Etc., Etc. Live At Carnegie Hall: The Rest of It (2005) Angel Records
- "Kramer's Song" (2008) Blue Apple Books (singl)
- "Stella's Song" (2010) Blue Apple Books (singl)

Nahrávky z muzikálů
- George M! – Sony (1968)
- Dames At Sea – Columbia Masterworks (1969)
- Mack and Mabel – MCA (1974)
- Sunday in the Park with George – RCA Records (1984) – cena Grammy pro nejlepší muzikálové album v roce 1985
- Song and Dance – The Songs – RCA Victor (1985)
- Into The Woods – RCA Victor Records (1988) – cena Grammy pro nejlepší muzikálové album v roce 1989
- The Goodbye Girl – Columbia Records (1993)
- Anyone Can Whistle Live At Carnegie Hall – Columbia Records (1995)
- Annie Get Your Gun The New Broadway Cast Recording – Angel Records (1999) – cena Grammy pro nejlepší muzikálové album v roce 2000
- Gypsy The New Broadway Cast Recording – Angel Records (2003) – cena Grammy pro nejlepší muzikálové album v roce 2004
- Sherry! – Studio Cast Recording – Angel Records (2004)
- Legends Of Broadway-Bernadette Peters Compilation (2006) – Sony Masterworks Broadway (Původní verze písní z muzikálů Dames At Sea, Annie Get Your Gun, Anyone Can Whistle, Sunday in the Park with George, Mack and Mabel, Song and Dance, Into The Woods a Gypsy)
- Follies – PS Classics (2011)

Další nahrávky
- Dress Casual – Evening Primrose s Mandy Patinkin – CBS Records (1990)
- Sondheim – A Celebration at Carnegie Hall (Concert Cast) RCA Victor Broadway (1992)
- Hey Mr. Producer!: The Musical World of Cameron Mackintosh – Philips Records (1998)
- Flirting with the Edge – John Whelan – Narada (1998)
- Dewey Doo-It Helps Owlie Fly Again – Randall Fraser Publishing (2005)
- Born to the Breed: A Tribute to Judy Collins – Wildflower Records (2008) - "Trust Your Heart"